# آکود

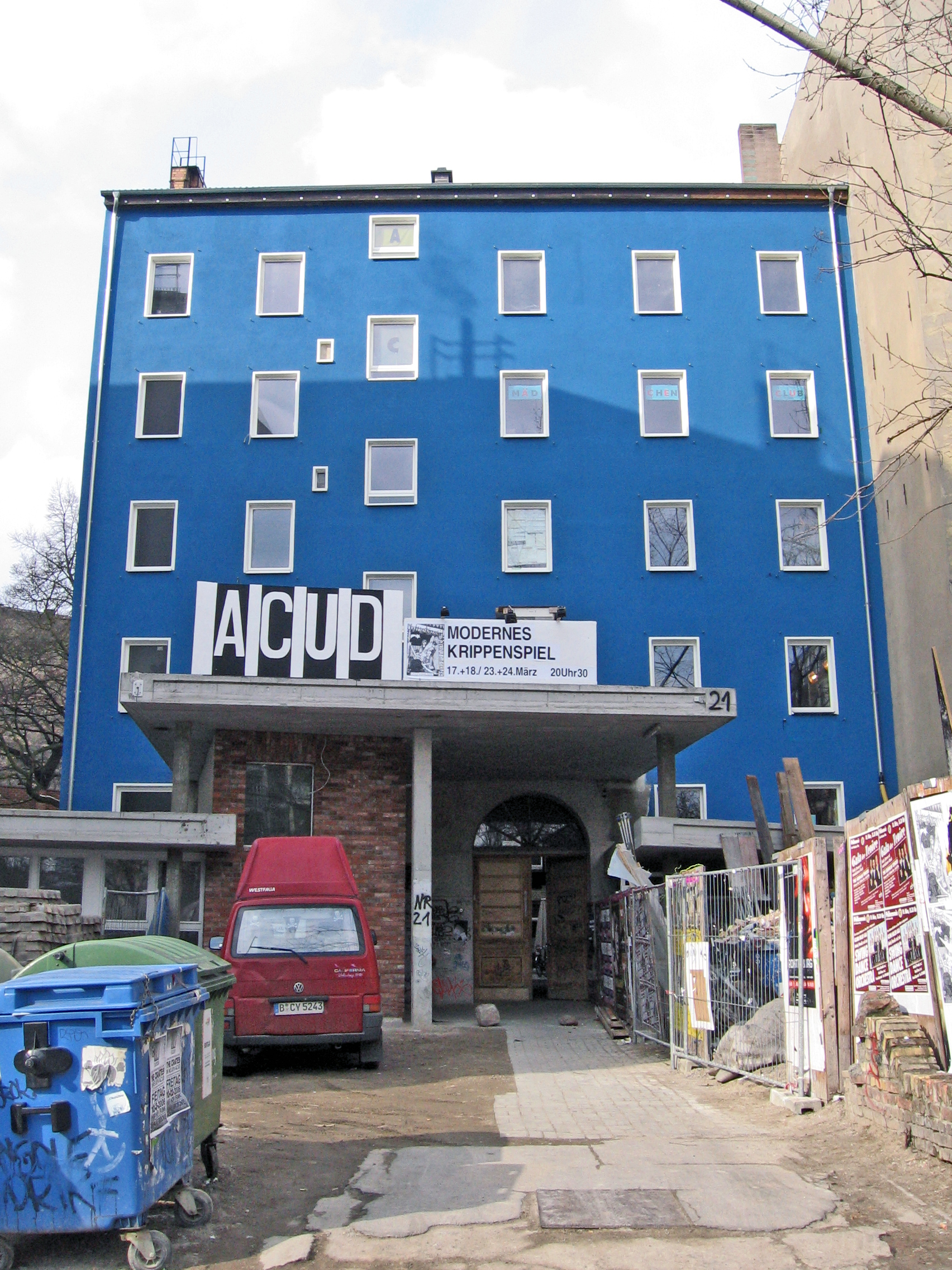
ساختمان آکود، ۲۰۰۶

آکود (به آلمانی: ACUD) یک مرکز فرهنگی و هنری در منطقه برلین-میته، شهر برلین است.
این مجموعه که در سال ۱۹۹۱ تأسیس شده دارای یک سالن تئاتر، یک سالن کنسرت، یک نگارخانه و دو سالن سینما می‌باشد. در سال ۲۰۱۶ برای اولین سینماهای آکود برای نمایش فیلم‌های جشنواره بین‌المللی فیلم برلین انتخاب شده‌است.
سالن شماره ۱ سینما دارای ظرفیت ۸۰ نفر و سالن شماره دارای ۳۵ نفر ظرفیت است.